# Metropolitana FM Aracaju
Metropolitana FM Aracaju é uma emissora de rádio brasileira sediada em Aracaju, capital do estado de Sergipe. Opera no dial FM, na frequência 90.5 MHz, sendo afiliada à Metropolitana FM. Pertence ao Sistema Atalaia de Comunicação, que controla a TV Atalaia, a NovaBrasil FM Aracaju e o portal A8.

## História
A Rádio Atalaia foi fundada em 1968 pelo industrial Augusto Franco, que idealizou a emissora com propósito político. Transmitindo através da frequência de 770 kHz, sua primeira sede era localizada no Edifício Hotel Palace e a programação era composta de programas populares e jornalísticos, padrão para o rádio AM na época. Posteriormente, mudou sua sede para o bairro Santo Antônio, onde foi instalada a TV Atalaia. Em 2005, a emissora AM e FM foram arrendadas à Igreja Universal do Reino de Deus, durando até 2007, quando a Rádio Atalaia passa a ser arrendada à Igreja Pentecostal Deus é Amor, transmitindo a programação religiosa da Rádio Deus é Amor. Anos depois, passou a ser gerida pela Rede Integrada Amigos da Vida, alugando espaços em sua grade para diversas igrejas e programas independentes, como um destinado aos torcedores da AD Confiança.
Em agosto de 2017, foi anunciado que a Rádio Atalaia passaria a ser afiliada da Central Brasileira de Notícias, após sua migração para o dial FM. A estreia estava prevista para ocorrer em 2 de outubro, sendo adiada para 8 de novembro. A afiliação marcou o retorno da emissora para a região, após a passagem de 1 ano na frequência da Rádio Liberdade. Em outubro, a Rádio Atalaia deixa de retransmitir a programação religiosa e passa a repetir o sinal da Mix FM Aracaju. A emissora estreou sua frequência em FM 90.5 MHz em 6 de novembro de 2017, retransmitindo a programação de rede da CBN em caráter experimental. Dois dias depois, no dia 8, entrou no ar em definitivo, com sua estreia marcada por um café-da-manhã para convidados no Radisson Hotel, na Orla de Atalaia.
Em setembro de 2020, o Sistema Atalaia confirmou a troca da rede da frequência 90,5 FM, desfiliando-se da CBN e filiando-se à Rede Transamérica, dentro do projeto que engloba a CNN Radio. Uma programação de expectativa foi ao ar em 1º de outubro, com músicas pop-rock e boletins informativos. A estreia oficial da Transamérica em Aracaju foi às 14h do dia 16 de novembro, dentro do programa Conectados.
Em 2 de dezembro de 2024, a rádio deixa de transmitir a programação da Rede Transamérica e torna-se afiliada à Metropolitana FM.